# Décès en 1344
Décès
- 1340
- 1341
- 1342
- 1343
- 1344
- 1345
- 1346
- 1347
- 1348

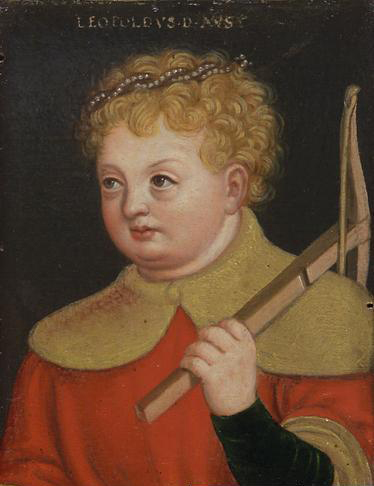
Léopold II, mort en 1344.

Cette page dresse une liste de personnalités mortes au cours de l'année 1344 :
- 30 janvier : Chunghye, 28e Roi de Goryeo.
- 13 mars : Jean de Blangy, évêque d'Auxerre.
- 20 avril : Gersonide, un des plus importants commentateurs bibliques de son temps, mathématicien, astronome, philosophe et médecin.
- 29 juin : Jeanne de Savoie, duchesse consort de Bretagne et prétendante au comté de Savoie.
- 10 août : Léopold II (en), duc d'Autriche.
- 30 août : Othon de Brunswick-Göttingen, duc de Brunswick-Lunebourg et prince de Göttingen et de Wolfenbüttel.
- 5 septembre : Jean Gasc, évêque de Marseille.
- 3 novembre : Adolphe de La Marck, prince-évêque de Liège.
- 26 novembre : Mathieu III de Trie, seigneur d'Araines, de Vaumain et maréchal de France.
- 31 décembre : Otto Ier de Poméranie, co-duc de Poméranie occidentale avant de devenir le duc de Szczecin.

- Abu Hayyan al-Gharnati, ou Abū Ḥayyān de Grenade, de son nom completMuḥammad ibn Yûsuf bin ‘Alî ibn Yûsuf ibn Hayyān un-Nifzī al-Barbarī Athīr al-Dīn Abū Ḥayyān al-Jayyānī al-Gharnāṭī al-Andalūsī, islamologue sunnite.
- Walter Burley, philosophe scolastique et logicien anglais.
- Constantin IV d'Arménie, ou Guy de Lusignan, Roi d'Arménie.
- Jean d'Arcy, évêque de Mende, d'Autun et enfin de Langres.
- Isabelle d'Artois, noble française devenue nonne à Poissy.
- Henri IV de Bar, comte de Bar.
- Jean II de Sarrebruck-Commercy, sire de Commercy Château-Haut et de Venizy.
- Mieszko de Siewierz, duc de Siewierz, évêque de Nitra puis évêque de Veszprém.
- Galvano Fiamma, moine dominicain italien et chroniqueur Milanais.
- Simone Martini, peintre siennois, contemporain d'Ambrogio Lorenzetti, élève de Duccio.
- William Montagu, 3e baron Montagu puis 1er comte de Salisbury et roi de l'île de Man.
- An-Nâsir Shihab ad-Dîn Ahmad, sultan mamelouk bahrite d’Égypte.
- Amda Seyon Ier, empereur d'Éthiopie.
- Ulrich III de Wurtemberg, comte de Wurtemberg et d'Urach.

## Crédit d'auteurs
- Cet article est partiellement ou en totalité issu de l'article intitulé « 1344 » (voir la liste des auteurs).